# APEC Peru 2016

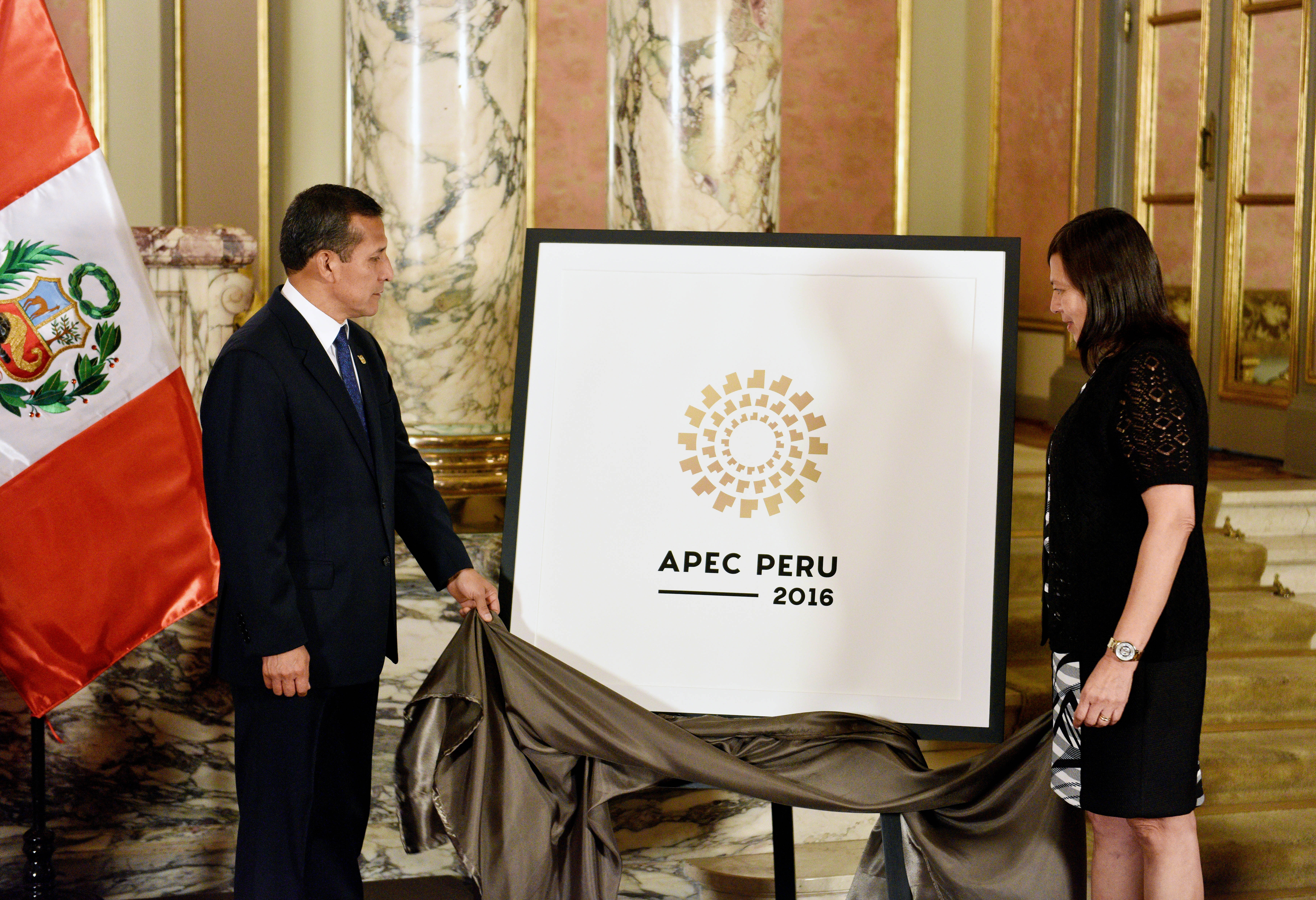
Ollanta Humala und Ana María Sánchez präsentieren das Logo des 28. APEC Gipfels

Der 28. APEC-Gipfel (spanisch Cumbre de Líderes APEC Perú 2016) fand in der Zeit vom 19. bis zum 20. November 2016 in Peru, Lima statt. Gastgeber war Perus Präsident Pedro Pablo Kuczynski. Der Gipfel fand zum zweiten Mal in Peru statt, zuletzt wurde er ebenda in der Zeit vom 22. bis zum 23. November 2008 ausgetragen; damals war der Gastgeber des Gipfels, an dem 21 Staats- und Regierungschefs teilnahmen, der ehemalige Staatspräsident von Peru, Ollanta Humala.

## Themen und Ziele
Beim Gipfel wurden zuvorderst vier Kernthemen besprochen, diese waren:
- Humankapital
- Mittelstandsförderung
- Nahrungsmittelmärkte
- Wirtschaftsintegration

Die APEC will eine gemeinsame Freihandelszone erschaffen und durch den Abbau von Zöllen und weiteren Barrieren den Handel unter den Mitgliedern stärken.